# Hydroporus praedorsalis
Hydroporus praedorsalis is een keversoort uit de familie waterroofkevers (Dytiscidae). De wetenschappelijke naam van de soort is voor het eerst geldig gepubliceerd in 1894 door Lomnicki.